# Elgg (Zúrich)
Elgg es una comuna suiza del cantón de Zúrich, situada en el distrito de Winterthur. Limita al noreste con las comunas de Bertschikon y Hagenbuch, al este con Aadorf (TG), al sur con Hofstetten bei Elgg, y al oeste con Elsau.